# Кім Йон Сук (хокеїстка на траві)
Кім Йон Сук (17 лютого 1965) — південнокорейська хокеїстка на траві.
Срібна призерка Олімпійських Ігор 1988 року.
Переможниця Азійських ігор 1986 року.